# 世宗大王像 (光化門広場)
座標: 北緯37度34分22秒 東経126度58分37秒 / 北緯37.572823度 東経126.976878度
『世宗大王像』（せそうだいおうぞう、朝鮮語: 세종대왕 동상）は、大韓民国・ソウル特別市の光化門広場に2009年に建てられた李氏朝鮮の第4代国王・世宗の銅像。世宗はハングルを「訓民正音」の名で公布したとされ、韓国では朝鮮王朝史上屈指の名君として「大王」の名を奉られる。
製作者は金ヨンウォン（弘益大学校教授）。高さは6.2メートル、幅は4.3メートル、重さは20トン以上。銅像の近辺には日時計や測雨器などが設置されており、また像の背後は博物館『世宗物語』の出入口となっている。

## 沿革

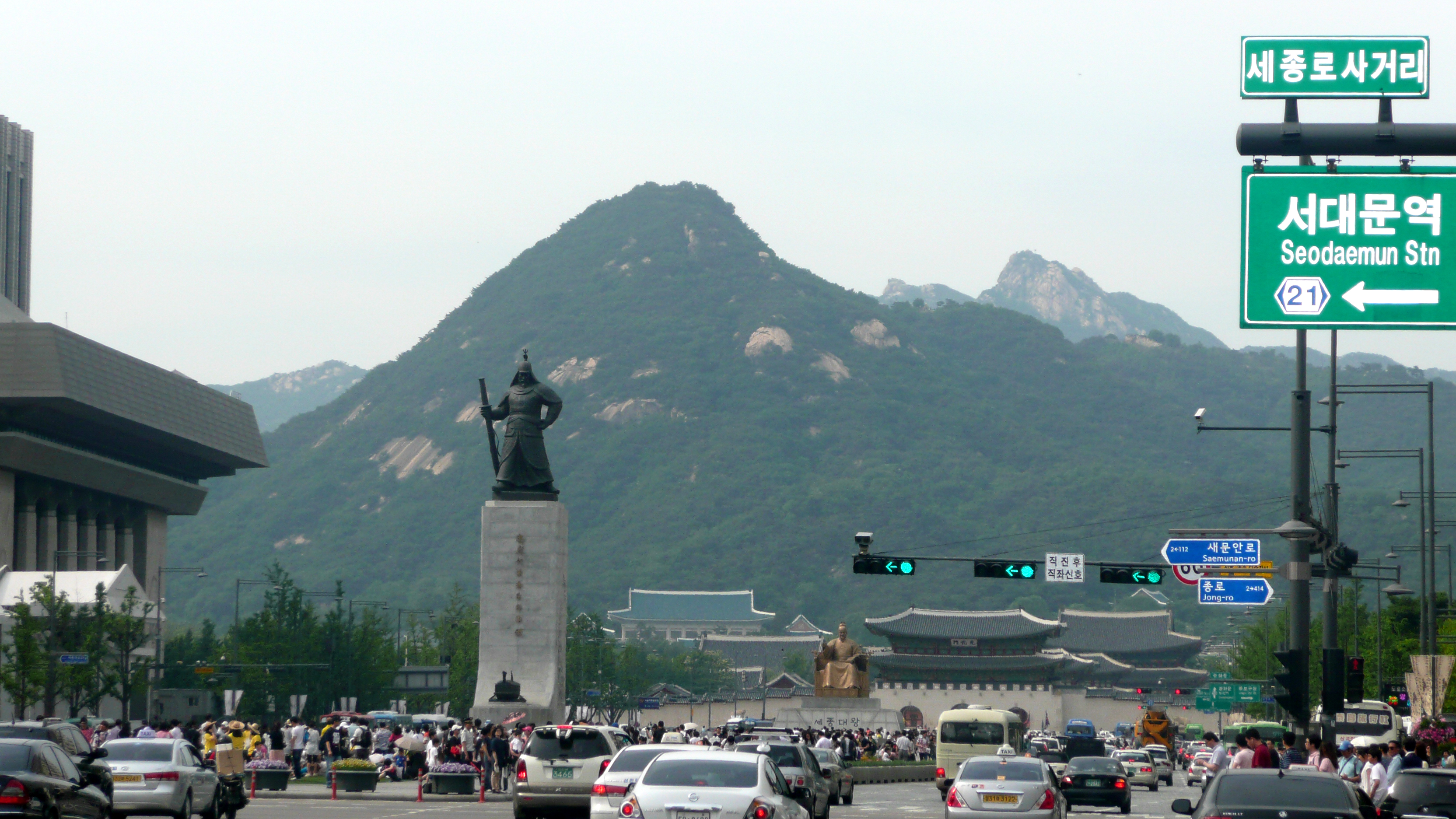
光化門広場の光景。世宗大王像は、忠武公李舜臣像と光化門の間に位置する。画像左の建物は世宗文化会館。なお画像中央は青瓦台

景福宮の正面の大通りに世宗大王像を設置する計画は、1994年にはすでに存在していた。当時の大通りは「世宗路」という名称で、そこにはすでに1968年4月27日に除幕された李舜臣の銅像『忠武公李舜臣像』があった。時の韓国政府は「道の名前に合う銅像を置く」として、世宗路の忠武公像を忠武路に移転し、代わって世宗路に世宗像を新設することを検討した。しかし「忠武公像はすでに世宗路の象徴になっている」としてソウル市が反対したため、この時は実現しなかった。
時は流れて2006年12月、呉世勲ソウル市長が「光化門復元計画」を発表した。これは、当初の位置とは違う場所に復元された景福宮の正門・光化門を本来の位置で再復元する計画である。これに併せて世宗路と太平路を統合して『世宗大路』とし、その一部を閉鎖して『光化門広場』として公園化することとなった。
「すべての国にはその国の歴史性を見せてくれる象徴物がある」が持論である呉世勲ソウル市長は、元からあった忠武公李舜臣像を残しつつその付近に世宗大王像を追加する形で『光化門広場』を造成することによって、韓国史において最も尊敬される世宗と李舜臣の歴史的物語が描かれた「国家代表広場」を創出することを試みた。
2009年2月、ソウル市は「立っている姿よりも王座に座っている姿の方が、厳格な王のイメージに合う」という意見が多かったことから、世宗大王像を坐像として作ると発表した。
なお、世宗の歴史的肖像画は一枚も現存していないため、銅像制作に際しては、1万ウォン紙幣にも使用されている金基昶が想像で描いた肖像画、朝鮮王朝の開祖・太祖（李成桂）、21代国王・英祖、第26代国王・高宗、朝鮮王朝の末裔・李錫の顔が総合的に参考にされた。なお李錫が2014年9月4日にテレビ出演した際に語ったところによれば、参考にされたのは李錫と冠岳山にある孝寧大君像だという。
除幕式は2009年10月9日に行われた。この日は世宗による「訓民正音」公布から563年目の「ハングルの日」にあたり、除幕式には李明博大統領や呉世勲ソウル市長らが出席した。『世宗大王像』の近辺には、世宗大王の業績が一目でわかるように、日時計や測雨器なども設置された。
2019年1月21日、ソウル市は光化門広場を拡張するための「光化門広場国際設計公募展」の当選作を発表した。当選作によると『世宗大王像』は『忠武公李舜臣像』とともに他の場所に移転されることになる。しかし、設計図への批判が相次いだために朴元淳ソウル市長は2019年末まで最終決定を先延ばしする意向を示した。

## 地下博物館『世宗物語』
世宗大王像の地下には、『世宗物語』という3200平方メートルの博物館が設けられている。『世宗物語』への出入口は、世宗大王像の裏手にあり、その他にも世宗文化会館大劇場とKT入口から出入りすることができる。
『世宗物語』の展示内容は、ハングルの創製過程や、召使いの女たちに100日間の産前産後休業を与えたといった世宗の逸話など、世宗大王の生涯と業績を称えるものになっており、6つの展示空間と映像館などで構成される。
『世宗物語』の展示物はすべて、外国人の理解を深めるために英語、中国語、日本語、スペイン語での説明が併記されている。
なお、『世宗物語』とは別に、2010年4月29日には李舜臣の生涯や功績にまつわる展示スペース『忠武公物語』が開館した。『世宗物語』と『忠武公物語』は通路で連結されている。